# Scyliorhinus torrei
Scyliorhinus torrei е вид хрущялна риба от семейство Scyliorhinidae.

## Разпространение
Видът е разпространен в Бахамски острови, Куба и САЩ (Флорида).